# Pietro Belluschi

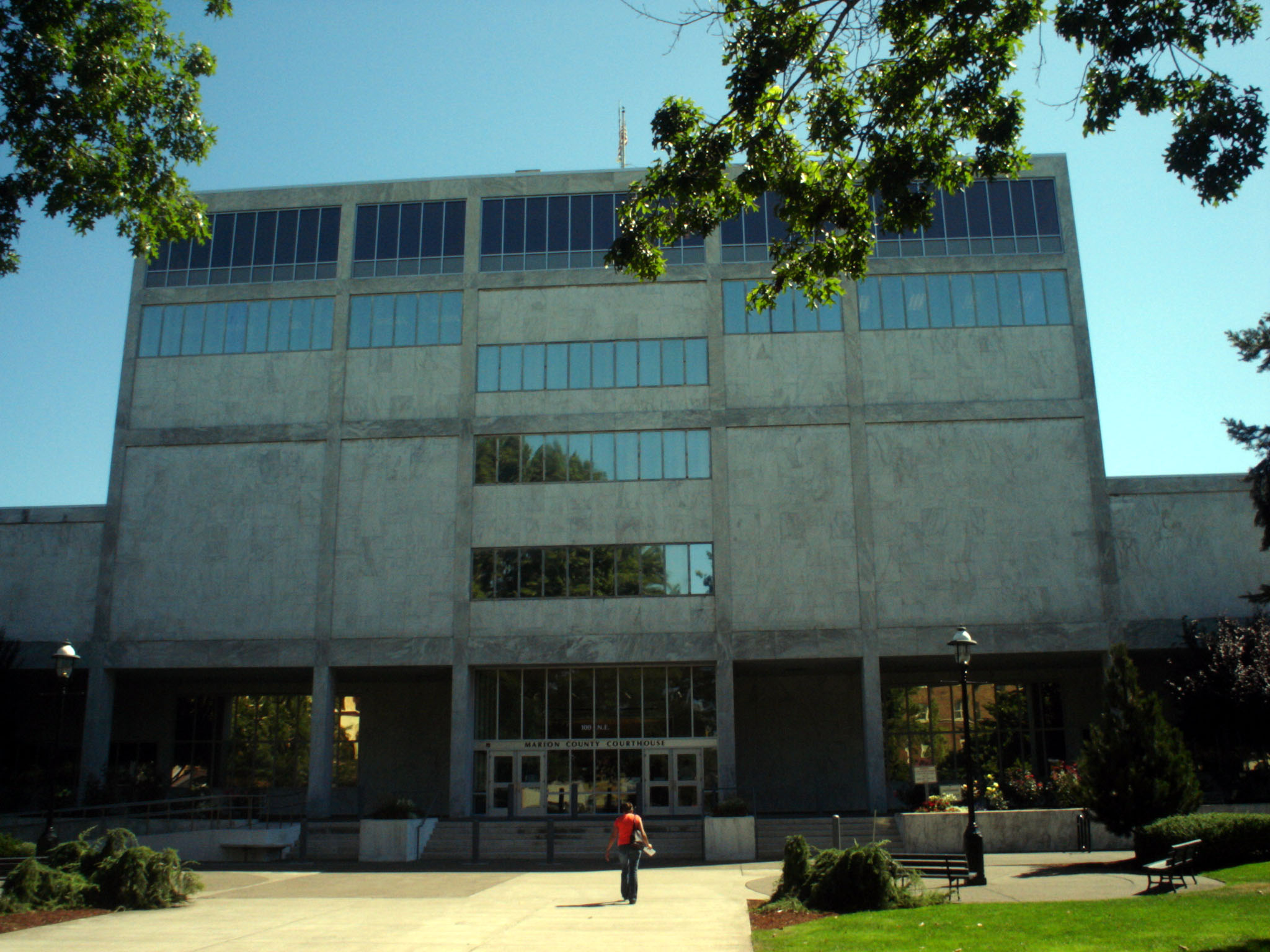
Marion Conty Courthouse – jeden z budynków zaprojektowanych przez Belluschiego

Pietro Belluschi (ur. 18 sierpnia 1899 w Ankonie, zm. 14 lutego 1994 w Portland) – amerykański architekt pochodzenia włoskiego.

## Życiorys
Od 1923 mieszkał w Stanach Zjednoczonych. Od 1943 był właścicielem firmy architektonicznej w Portland w stanie Oregon. Od 1951 do 1965 pełnił funkcję dyrektora wydziału architektury w Massachusetts Institute of Technology w Cambridge. Należał do przedstawicieli funkcjonalizmu (stylu międzynarodowego). Zaprojektował wiele budowli na zachodnim wybrzeżu Stanów Zjednoczonych. W 1972 został zdobywcą nagrody AIA Gold Medal.

## Niektóre dzieła
- 555 California Street (1969, jeden z architektów)
- Katedra Wniebowzięcia Najświętszej Maryi Panny w San Francisco (1971, zaprojektowana wspólnie z Pier Luigi Nervim)
- MetLife Building (1963, jeden z architektów)